# Hartley (Texas)
Hartley statisztikai település, Hartley megye székhelye az USA Texas államában. Lakosainak száma 382 fő (2020. április 1.).

## Népesség
A település népességének változása:

| 2010 | 540 |
| 2020 | 382 |